# ViV (음악 그룹)
ViV는 대한민국의 걸그룹이다. 2024년 EP 1집 [Bomb]으로 데뷔했다.

## 음반
- Bomb (2024)